# Grand Prix-wegrace van de Verenigde Staten 1988
De Grand Prix-wegrace van de Verenigde Staten 1988 was de tweede race van het wereldkampioenschap wegrace voor motorfietsen in het seizoen 1988. De races werden verreden op 10 april 1988 op het circuit van Laguna Seca in Monterey (Californië). In de Verenigde Staten kwamen alleen de 500cc- en de 250cc-klasse aan de start.

## Algemeen
De meeste "vaste" coureurs waren niet te spreken over het circuit van Laguna Seca, vooral niet over de vele vangrails langs de baan. De organiserende Sports Car Racing Association of the Monterey Peninsula deed er alles aan om klachten op te lossen en de Amerikaanse coureurs waren vanzelfsprekend tevreden. Zij konden gebruikmaken van hun baankennis. De Yamaha-rijders hadden al snel door dat ze in het voordeel waren ten opzichte van de Honda's. Het piekerige vermogen van de Honda NSR 500 maakte het rijden op de hobbelige baan lastig. De beter sturende en soepelere Yamaha's konden beter uit de voeten. Bovendien wisten Wayne Rainey en Eddie Lawson al dat hun banden het beter zouden volhouden in de hitte van ruim dertig graden. De Amerikaanse racefans konden voor het eerst hun rijders op eigen grond aan het werk zien. De laatste Amerikaanse Grand Prix was in het seizoen 1965 in Daytona gewonnen door Ernst Degner (50 cc), Hugh Anderson (125 cc), Phil Read (250 cc) en Mike Hailwood (500 cc). De hele WK-carrières van Kenny Roberts, Pat Hennen, Steve Baker en Freddie Spencer hadden de Amerikanen op TV moeten volgen.

## 500cc-klasse
De 500cc-klasse trok slechts 22 deelnemers, waarvan er uiteindelijk slechts 17 aan de start kwamen. Door de nieuwe puntentelling zouden ze bijna allemaal punten kunnen scoren, als ze de finish maar bereikten. Op zich was dat begrijpelijk, want 500cc-machines waren in het thuisland niet voorhanden: de zwaarste nationale klasse in de VS was de 250cc-klasse.

### Training
Met zijn goede kennis van het circuit reed Wayne Rainey de snelste rondetijd, 0,2 seconde sneller dan Eddie Lawson. Niall Mackenzie werd verrassend de snelste Honda-rijder. Hij had meer zelfvertrouwen dan in Japan, toen hij nog aan zijn Honda NSR 500 moest wennen. Bij Cagiva liepen de zaken helemaal niet goed. Randy Mamola kwam ten val (officieel door een gebroken kettingspanner), was even bewusteloos en besloot van verdere deelname af te zien. In de Cagiva-pit gingen de verwijten heen en weer tussen het team, de veringspecialisten en de mensen van Pirelli, vooral omdat ook Raymond Roche steen en been klaagde over de wegligging. Wayne Gardner werd slechts zesde, maar hij verklaarde dat hij niet op kwalificatiebanden had getraind.

#### Trainingstijden
| Pos | Coureur             | Merk                     | Tijd     |
| --- | ------------------- | ------------------------ | -------- |
| 1.  | Wayne Rainey        | Roberts-Yamaha           | 1"29'214 |
| 2.  | Eddie Lawson        | Agostini-Marlboro-Yamaha | 1"29'466 |
| 3.  | Niall Mackenzie     | Gallina-HB-HRC-Honda     | 1"29'473 |
| 4.  | Kevin Schwantz      | Pepsi-Suzuki             | 1"29'491 |
| 5.  | Kevin Magee         | Roberts-Yamaha           | 1"29'652 |
| 6.  | Wayne Gardner       | Rothmans-HRC-Honda       | 1"29'766 |
| 7.  | Christian Sarron    | Gauloises-Sonauto-Yamaha | 1"30'366 |
| 8.  | Shunji Yatsushiro   | Rothmans-HRC-Honda       | 1"31'445 |
| 9.  | Didier de Radiguès  | Agostini-Marlboro-Yamaha | 1"31'688 |
| 10. | Pierfrancesco Chili | Gallina-HB-HRC-Honda     | 1"31'707 |

### Race
Na de start nam Niall Mackenzie de leiding, gevolgd door Wayne Gardner, die grote moeite had om het vermogen van zijn Honda NSR 500 aan de straat te brengen. Vooral bij het uitkomen van bocht 9 leek zijn machine wel een bokkend paard. Achter de leiders reden drie Amerikanen: Wayne Rainey, Eddie Lawson en Kevin Schwantz. Lawson werd duidelijk opgehouden door Rainey, die hij in de negende ronde passeerde. Terwijl Rainey en Schwantz in gevecht raakten reed Lawson het gat met Gardner en Mackenzie dicht. Nadat Lawson beiden gepasseerd was begon Gardner de druk te voelen van Wayne Rainey, die steeds dichterbij kwam. Toch wist hij in te lopen op Mackenzie, die hij ook passeerde. Gardner werd zo toch nog tweede. Slechts elf coureurs bereikten de finish, waardoor Alessandro Valesi vijf punten kon scoren.

#### Uitslag 500cc-klasse
| Pos | Coureur            | Merk                     | Ronden | Tijd        | Grid | Punten |
| --- | ------------------ | ------------------------ | ------ | ----------- | ---- | ------ |
| 1   | Eddie Lawson       | Agostini-Marlboro-Yamaha | 40     | 1:00"48'075 | 2    | 20     |
| 2   | Wayne Gardner      | Rothmans-HRC-Honda       | 40     | +7'539      | 6    | 17     |
| 3   | Niall Mackenzie    | Gallina-HB-HRC-Honda     | 40     | +8'048      | 3    | 15     |
| 4   | Wayne Rainey       | Roberts-Yamaha           | 40     | +14'638     | 1    | 13     |
| 5   | Kevin Schwantz     | Pepsi-Suzuki             | 40     | +27'459     | 4    | 11     |
| 6   | Christian Sarron   | Gauloises-Sonauto-Yamaha | 40     | +1"19'207   | 7    | 10     |
| 7   | Ron Haslam         | ELF-HRC-Honda            | 40     | +1"30'230   | 12   | 9      |
| 8   | Didier de Radiguès | Agostini-Marlboro-Yamaha | 39     | +1 ronde    | 9    | 8      |
| 9   | Rob McElnea        | Pepsi-Suzuki             | 39     | +1 ronde    | 11   | 7      |
| 10  | Mike Baldwin       | Katayama-ELF-HRC-Honda   | 39     | +1 ronde    | 15   | 6      |
| 11  | Alessandro Valesi  | Honda                    | 38     | +2 ronden   | 17   | 5      |

#### Niet gefinished
| Coureur             | Merk                 | Ronden | Oorzaak    | Grid |
| ------------------- | -------------------- | ------ | ---------- | ---- |
| Marco Gentile       | Fior-Marlboro-Yamaha | 33     |            | 18   |
| John Long           | Yamaha               | 18     |            | 19   |
| Pierfrancesco Chili | Gallina-HB-HRC-Honda | 17     | Val        | 10   |
| Shunji Yatsushiro   | Rothmans-HRC-Honda   | 15     | Val        | 8    |
| Kevin Magee         | Roberts-Yamaha       | 3      | Carburatie | 5    |
| Raymond Roche       | Cagiva               | 3      | Opgave     | 14   |
| Eugene Brown        | Suzuki               | 0      | Val        | 20   |

#### Niet gestart
| Coureur        | Merk                     | Grid | Oorzaak    |
| -------------- | ------------------------ | ---- | ---------- |
| Patrick Igoa   | Gauloises-Sonauto-Yamaha | 13   | Blessure   |
| Randy Mamola   | Cagiva                   | 16   | Gezondheid |
| William Knott  | Suzuki                   | 21   |            |
| Russell Bigley | Yamaha                   | 22   |            |

#### Niet gekwalificeerd
| Coureur               | Merk   |
| --------------------- | ------ |
| Vincenzo Cascino      | Honda  |
| Larry Moreno Vacondio | Suzuki |
| Tony Carey            | Suzuki |
| Scott Gray            | Suzuki |
| Jim Poet              | Suzuki |
| David Busby           | Yamaha |

#### Niet deelgenomen
| Coureur         | Merk                   | Oorzaak    |
| --------------- | ---------------------- | ---------- |
| Freddie Spencer | Rothmans-HRC-Honda     | Gezondheid |
| Fabio Barchitta | Katayama-ELF-HRC-Honda | Blessure   |
| Tadahiko Taira  | Tech 21-Yamaha         | Gezin      |

### Top tien tussenstand 500cc-klasse
| Pos | Coureur            | Merk                        | Ptn |
| --- | ------------------ | --------------------------- | --- |
| 1   | Eddie Lawson       | Agostini-Marlboro-Yamaha    | 35  |
| 2   | Wayne Gardner      | Rothmans-HRC-Honda          | 34  |
| 3   | Kevin Schwantz     | Pepsi-Suzuki                | 31  |
| 4   | Niall Mackenzie    | Gallina-HB-HRC-Honda        | 28  |
| 3   | Wayne Rainey       | Roberts-Lucky Strike-Yamaha | 23  |
| 6   | Christian Sarron   | Gauloises-Sonauto-Yamaha    | 18  |
| 7   | Didier de Radiguès | Agostini-Marlboro-Yamaha    | 15  |
| 8   | Ron Haslam         | ELF-HRC-Honda               | 13  |
| 9   | Tadahiko Taira     | Tech 21-Yamaha              | 11  |
| 10  | Kevin Magee        | Roberts-Lucky Strike-Yamaha | 9   |

## 250cc-klasse

### Training
Dat er twee Amerikanen op de eerste twee startplaatsen stonden was al opmerkelijk, maar dit waren zeer onervaren rijders. John Kocinski had al in de Grand Prix van Japan laten zien wat hij waard was, maar Jim Filice had vijf jaar niet meer op een 250cc-racer gezeten. Carlos Lavado zette eindelijk ook weer eens een redelijke tijd. Toni Mang zette slechts de tiende tijd, maar hij had in Japan gewonnen vanaf de zestiende startplaats. 

#### Trainingstijden
| Pos | Coureur          | Merk                    | Tijd     |
| --- | ---------------- | ----------------------- | -------- |
| 1.  | John Kocinski    | Roberts-Yamaha          | 1"32'958 |
| 2.  | Jim Filice       | HRC-Honda               | 1"32'962 |
| 3.  | Dominique Sarron | Rothmans-HRC-Honda      | 1"33'121 |
| 4.  | Sito Pons        | Campsa-HRC-Honda        | 1"33'178 |
| 5.  | Carlos Lavado    | HB-Venemotos-Yamaha     | 1"33'370 |
| 6.  | Carlos Cardús    | Nieto-Ducados-HRC-Honda | 1"33'423 |
| 7.  | Jacques Cornu    | Parisienne-HRC-Honda    | 1"33'489 |
| 8.  | Juan Garriga     | Nieto-Ducados-Yamaha    | 1"33'550 |
| 9.  | Bruno Casanova   | FMI-Aprilia-Rotax       | 1"33'747 |
| 10. | Toni Mang        | Rothmans-HRC-Honda      | 1"33'763 |

### Race
De eerste Amerikaanse GP-start sinds 1965 verliep nogal chaotisch. Het rode licht werd niet groen, maar knipperend oranje, waardoor de coureurs niet wisten wat te doen. Uiteindelijk reed Luca Cadalora gewoon weg omdat zijn Yamaha te warm liep en hij rijwindkoeling nodig had. Uiteindelijk werd er een extra opwarmronde gereden en werd de race gereduceerd tot 31 ronden. Bij de start was Bubba Shobert als snelste weg, maar na een ronde nam Jim Filice de leiding over terwijl Shobert in gevecht ging met Dominique Sarron, John Kocinski en Sito Pons. Filice had al snel een voorsprong van zes seconden door de vele uitremacties van zijn achtervolgers, die veel tijd kostten. Halverwege de race drong Pons door naar de tweede positie, gevolgd door Sarron, Kocinski en Shobert.

#### Uitslag 250cc-klasse
| Pos | Coureur              | Merk                     | Tijd      | Grid | Punten |
| --- | -------------------- | ------------------------ | --------- | ---- | ------ |
| 1   | Jim Filice           | HRC-Honda                | 48"22'540 | 2    | 20     |
| 2   | Sito Pons            | Campsa-HRC-Honda         | +9'840    | 4    | 17     |
| 3   | Dominique Sarron     | Rothmans-HRC-Honda       | +21'690   | 3    | 15     |
| 4   | John Kocinski        | Roberts-Yamaha           | +25'330   | 1    | 13     |
| 5   | Bubba Shobert        | Camel-Honda              | +30'570   | 13   | 11     |
| 6   | Luca Cadalora        | Agostini-Marlboro-Yamaha | +33'230   | 11   | 10     |
| 7   | Jacques Cornu        | Parisienne-HRC-Honda     | +37'720   | 7    | 9      |
| 8   | Toni Mang            | Rothmans-HRC-Honda       | +38'030   | 10   | 8      |
| 9   | Reinhold Roth        | HB-HRC-Honda             | +51'750   | 12   | 7      |
| 10  | Juan Garriga         | Nieto-Ducados-Yamaha     | +55'010   | 8    | 6      |
| 11  | Bruno Casanova       | FMI-Aprilia-Rotax        | +57'010   | 9    | 5      |
| 12  | Loris Reggiani       | Aprilia-Rotax            | +1"01'740 | 15   | 4      |
| 13  | Jean-Philippe Ruggia | Gauloises-Sonauto-Yamaha | +1"09'430 | 18   | 3      |
| 14  | August Auinger       | Aprilia-Rotax            | +1"09'760 | 17   | 2      |
| 15  | Alan Carter          | Yamaha                   | +1"13'830 | 20   | 1      |
| 16  | Randy Renfrow        | Honda                    | +1"25'900 | 23   |        |
| 17  | Martin Wimmer        | Fath-Hein Gericke-Yamaha | +1"26'230 | 14   |        |
| 18  | Donnie McLeod        | 7Up-EMC-Rotax            | +1"30'570 | 16   |        |
| 19  | Don Greene           | Honda                    | +1 ronde  | 26   |        |
| 20  | Jean-Michel Mattioli | Docshop-Yamaha           | +1 ronde  | 21   |        |
| 21  | Helmut Bradl         | Honda                    | +1 ronde  | 24   |        |
| 22  | Thomas Stevens       | Yamaha                   | +1 ronde  | 27   |        |
| 23  | Richard Oliver       | Yamaha                   | +1 ronde  | 32   |        |
| 24  | René Delaby          | Docshop-Yamaha           | +1 ronde  | 31   |        |
| 25  | Doug Brauneck        | Yamaha                   | +1 ronde  | 33   |        |
| 26  | Jonathan Cornwell    | Rotax                    | +1 ronde  | 36   |        |
| 27  | Luis Lavado          | Yamaha                   | +5 ronden | 35   |        |

#### Niet gefinished
| Coureur             | Merk                    | Oorzaak    | Grid |
| ------------------- | ----------------------- | ---------- | ---- |
| Jean-François Baldé | Defi-Rotax              |            | 19   |
| Alberto Puig        | Nieto-Ducados-Honda     |            | 28   |
| Urs Lüzi            | Honda                   |            | 25   |
| Paolo Casoli        | Pileri-AGV-Garelli      |            | 29   |
| Carlos Cardús       | Nieto-Ducados-HRC-Honda | Ontsteking | 6    |
| Harald Eckl         | Römer-Aprilia-Rotax     |            | 22   |
| Carlos Lavado       | HB-Venemotos-Yamaha     | Val        | 5    |
| Andrew Leisner      | Aprilia-Rotax           |            | 30   |
| Richard Moore       | Yamaha                  |            | 34   |

#### Niet deelgenomen
| Coureur          | Merk            | Oorzaak  |
| ---------------- | --------------- | -------- |
| Masahiro Shimizu | Terra-HRC-Honda | Blessure |
| Manfred Herweh   | Levior-Yamaha   | Blessure |

### Top tien tussenstand 250cc-klasse
| Pos | Coureur              | Merk                        | Ptn |
| --- | -------------------- | --------------------------- | --- |
| 1   | Sito Pons            | Campsa-HRC-Honda            | 34  |
| 2   | Toni Mang            | Rothmans-HRC-Honda          | 28  |
| 3   | John Kocinski        | Roberts-Lucky Strike-Yamaha | 24  |
| 4   | Jacques Cornu        | Parisienne-HRC-Honda        | 22  |
| 5   | Jim Filice           | HRC-Honda                   | 20  |
| 6   | Juan Garriga         | Nieto-Ducados-Yamaha        | 16  |
| 7   | Masaru Kobayashi     | Terra-HRC-Honda             | 15  |
| 7   | Dominique Sarron     | Rothmans-HRC-Honda          | 15  |
| 9   | Jean-Philippe Ruggia | Gauloises-Sonauto-Yamaha    | 12  |
| 10  | Bubba Shobert        | Camel-HRC-Honda             | 11  |

## Trivia

### Mike Baldwin
Mike Baldwin was in 1987 nog fabriekscoureur bij het team van Kenny Roberts, maar zat nu zonder contract én zonder motorfiets. In Laguna Seca reed hij met de machine van de geblesseerde Fabio Barchitta, de oude driecilinder Honda NS 500 die Pierfrancesco Chili in 1987 had gereden.

### Jim Filice en Bubba Shobert
Jim Filice was begin jaren tachtig voorbestemd om de opvolger van Kenny Roberts te worden, maar had de verwachtingen niet waargemaakt. Voor de Amerikaanse Grand Prix kreeg hij echter van HRC's Erv Kanemoto de Honda NSR 250 van de geblesseerde Masahiro Shimizu. Die machine was na de Japanse Grand Prix meteen naar Amerika gevlogen omdat men verwachtte dat Shimizu weer fit zou zijn. Bubba Shobert was zelfs helemaal geen wegracer, maar dirttrack-kampioen. Hij had ooit een nationale 250cc-race gereden, maar nog nooit een Grand Prix. Zijn Honda was een van HRC gehuurde machine uit 1987. 

### Cagiva
Bij Cagiva liepen de zaken niet voorspoedig. Randy Mamola was volgens de officiële lezing in de training gevallen door een gebroken kettingspanner waardoor hij niet kon starten, maar toen Raymond Roche in de race stopte omdat zijn Pirelli's geen grip hadden, ontstond er een ruzie in de pitbox. Pirelli-technici legden de schuld bij de veringspecialisten en in het geschreeuw liet een monteur zich ontvallen dat de val van Mamola was veroorzaakt door een loszittende voorvork. 

### Organisatie en circuit
De coureurs, vooral die met de sterke 500cc-machines, waren bepaald niet te spreken over het erg hobbelige oude circuitgedeelte. Dat was ongeveer driekwart van de baan, want alleen de lus van bocht 2, via 3 en 4 naar bocht 5 was nieuw. De aanpassingen werden gedaan op aanwijzingen van de Nederlandse FIM-vertegenwoordiger Jo Zegwaard, die al in 1987 omstreden was. De keuring werd gedaan door Jim Filice en Alan Carter. Felice had toen nog nooit een GP gereden en Carter was in 1987 alleen in Japan gestart. Het resultaat was de rijders geconfronteerd werden met dicht op de baan staande vangrails en zelfs betonblokken. Een aantal Europese coureurs wilde aanvankelijk niet eens starten, terwijl de Amerikanen weinig commentaar hadden. Een uitzondering was Mike Baldwin, die geen team en dus ook geen verplichtingen had. 

### Commercie
Dat Amerikanen veel commerciëler dachten dan Europeanen bleek duidelijk uit het tv-commentaar. Daar reed een HB-Honda (Mackenzie) voor een Rothmans-Honda (Gardner), een Marlboro-Yamaha (Lawson), nog een Yamaha (Rainey, wiens sponsor Lucky Strike niet mocht worden genoemd) en een "refreshing" Pepsi Cola (Schwantz).  

### 200e overwinning
De overwinning van Jim Filice was de 200e voor een Honda in het wereldkampioenschap wegrace. De eerste overwinning voor Honda werd behaald door Naomi Taniguchi tijdens de Lightweight TT in het seizoen 1959. 
1961 · 1962 · 1963 · 1964 · 1965 · 1988 · 1989 · 1990 · 1991 · 1993 · 1994 · 2005 · 2006 · 2007 · 2008 · 2009 · 2010 · 2011 · 2012 · 2013